# ロンリー
「ロンリー」は、日本のシンガーソングライター・阿部真央の4枚目のシングル。2010年6月9日にポニーキャニオンから発売された。

## 概要
表題曲の「ロンリー」はカルピスウォーターの2010年度のCMソングに起用された。この曲はデビューのころに書かれた曲で、「遠距離恋愛中の彼に会えない」という気持ちを表した歌だという。
2曲目の「GET MY WAY」は歌詞がすべて英語で書かれており、本人は「デタラメ英語で書いていたら、日本語が乗らなくなった。」と語っている。
前作まではDVD付きの初回限定盤とCDのみの通常盤と2形態あったが、本作ではCDのみのリリースとなった。
翌年6月発売のアルバム『素。』には、男性目線で書かれたアンサーソング「for ロンリー」が収録されている。完成したのは「ロンリー」よりも先だという。
順位は前作「いつの日も」から下がったものの、1枚目のシングル「伝えたいこと/I wanna see you」に次ぐ売り上げとなっている。

## 収録曲
| 全作詞・作曲: 阿部真央。 |                       |          |            |          |
| #                        | タイトル              | 作詞     | 作曲・編曲 | 編曲家   |
| 1.                       | 「ロンリー」          | 阿部真央 | 阿部真央   | 安藤正和 |
| 2.                       | 「GET MY WAY」        | 阿部真央 | 阿部真央   | 安藤正和 |
| 3.                       | 「S.O.S」             | 阿部真央 | 阿部真央   | 阿部真央 |
| 4.                       | 「ロンリー（Inst.）」 | 阿部真央 | 阿部真央   | 安藤正和 |